# Super Pit

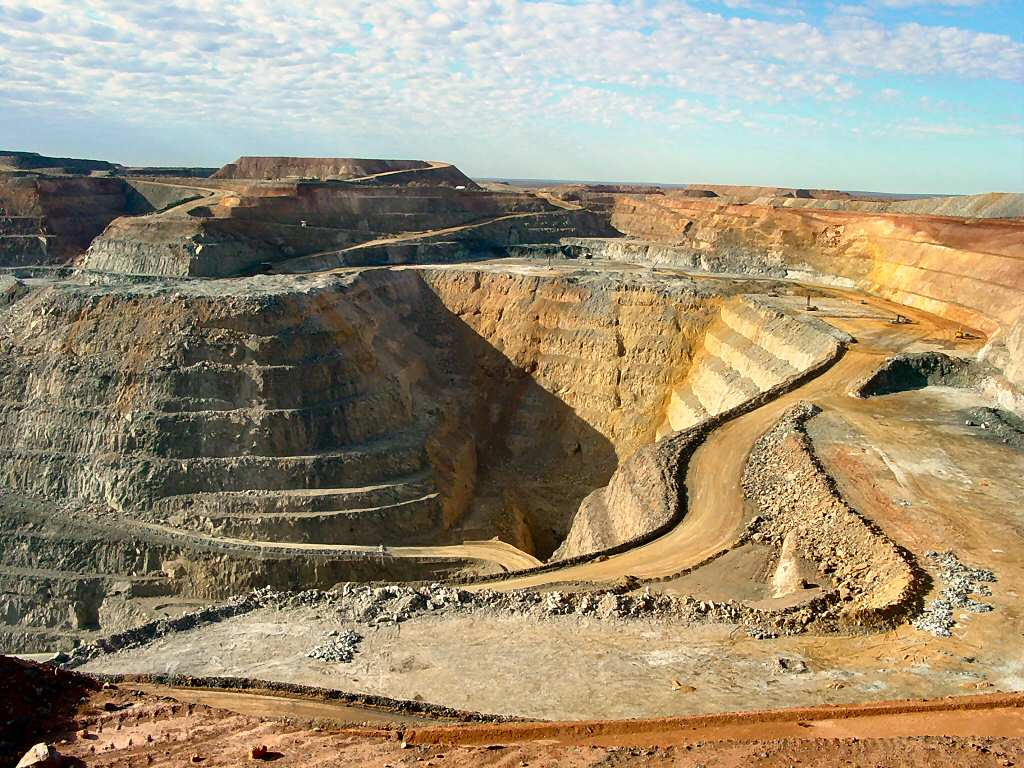
Odkrywkowa kopalnia złota "The Super Pit"

The Super Pit – potoczna nazwa australijskiej odkrywkowej kopalni złota The Fimiston Open Pit, będącej największym tego typu obiektem w tym kraju. Jednocześnie jest to największa kopalnia odkrywkowa na południe od równika.
Kopalnia The Super Pit jest położona nieopodal autostrady Goldfields, na południowo-wschodnim brzegu miasta Kalgoorlie w Zachodniej Australii.
Większość złota wydobywanego w kopalni The Super Pit jest wydobywana w formie złotych samorodków, które są zawarte w stosunkowo małym masywie skalnym nazywanym "Złotą milą". Jednakże w rzeczywistości ten masyw skalny jest większy, gdyż samorodki złota znajdowane są na obszarze o szerokości ponad 2km i głębokości do 1 km. Aktualnie kopalnia Super Pit zajmuje obszar o długości 3,5km, szerokości 1,5 km i głębokości 360 m. Obszar kopalni może być powiększony do 3,9 km długości, 1,6 km szerokości i głębokości przekraczającej 500 m. Od roku 1893, kiedy to irlandczyk Paddy Hannan dokonał swojego słynnego odkrycia, z kopalni złota Super Pit wydobyto ponad 50 milionów uncji (1550 ton) złota.
Początkowo na obszarze dzisiejszej kopalni odkrywkowej The Super Pit istniało wiele małych podziemnych kopalni złota. Pierwszą próbę konsolidacji małych podziemnych kopalń w jedną dużą kopalnię odkrywkową, przeprowadził biznesmen Alan Bond, jednakże nie udało mu się całkowicie zakończyć tej operacji. Całkowita konsolidacja wszystkich małych podziemnych kopalń została przeprowadzona w 1989 przez firmę Kalgoorlie Consolidated Gold Mines Pty Ltd, będącą spółką joint venture firm Normandy Australia i Homestake Gold of Australia Limited.
Od roku 2005 firma Kalgoorlie Consolidate Gold Mines Pty Ltd jest zależna od dwóch australijskich korporacji – Barrick Gold i Newmont Mining Corporation, a jej roczna produkcja wynosi max. 900 000 uncji (około 28 ton) czystego złota.
Kopalnia Super Pit jest otwarta dla zwiedzających codziennie w godzinach od 7.00 do 21.00. Jednakże w ten sposób można kopalnię oglądać tylko ze specjalnego stanowiska obserwacyjnego. Prawie codziennie z tego stanowiska można obserwować proces wydobywania skał zawierających złoto, metodą regularnych i planowanych detonacji znacznych ilości materiałów wybuchowych. Stanowisko obserwacyjne jest zlokalizowane pobliżu autostrady Goldfields w dzielnicy Boulder miasta Kalgoorlie-Boulder.
Kopalnię można zwiedzać bardziej dokładnie tylko raz w miesiącu, podczas darmowej wycieczki objazdowej, organizowanej w okresie dni targowych miasta Boulder. Podczas tej wycieczki można z bliska zobaczyć sprzęt górniczy stosowany w kopalni oraz przyjrzeć się niektórym operacjom górniczym. Jednakże największą atrakcją jest możliwość spojrzenia na kopalnię z "wewnętrznego" stanowiska obserwacyjnego zwanego OBR (Oroya Bypass Road).